# Каримова, Гульмира Раинбековна
Гульмира Раинбековна Каримова (каз. Гүлмира Раинбекқызы Кәрімова; 13 августа 1977, Петропавловск, Казахская ССР, СССР — 26 января 2023, Астана, Казахстан) — казахстанский государственный и политический деятель. Депутат Сената Парламента Казахстана (январь 2023). Председатель Комитета дошкольного и среднего образования Министерства образования и науки Республики Казахстан (2021—2023).

## Биография
Родилась 13 августа 1977 года в Петропавловске.
Окончила в 1998 году Северо-Казахстанский государственный университет по специальности «Учитель начальных классов», в 2008 году — Кокшетауский университет по специальности «Бакалавр финансов», в 2016 году — магистратуру Омского государственного педагогического университета по направлению «Педагогическое образование».
1998—2001 гг. — учитель начальных классов ГУ «Городская классическая гимназия» (Петропавловск).
2001—2002 гг. — учитель начальных классов ГУ «Средняя школа № 20» (Петропавловск).
2002—2004 гг. — учитель начальных классов ГУ «Школа-лицей аль-Фараби» (Петропавловск).
2004—2006 гг. — заместитель директора по начальным классам ГУ «Школа-лицей аль-Фараби» (Петропавловск)
2006—2010 гг. — заместитель директора по профильному обучению ГУ «Школа-лицей аль-Фараби» (Петропавловск).
2010—2013 гг. — директор ГУ «Средняя школа-комплекс национального возрождения № 17» (Петропавловск).
Сентябрь 2013 года — июль 2017 года — руководитель ГУ «Отдел образования города Петропавловска».
Июль 2017 года — сентябрь 2021 года — руководитель управления образования Северо-Казахстанской области.
Сентябрь 2021 года — 16 января 2023 года — председатель Комитета дошкольного и среднего образования Министерства образования и науки Республики Казахстан.
На очередных выборах депутатов сената парламента 14 января 2023 года Гульмиру Каримову избрали депутатом сената от Северо-Казахстанской области. 25 января Центральная избирательная комиссия Казахстана зарегистрировала Каримову в качестве избранного депутата сената. Скончалась 26 января 2023 года в Астане.

## Награды
- Медаль «Ерен еңбегі үшін» (За трудовое отличие)